# السيد والسيدة (فلم)
السيد والسيدة (بالإنجليزية: Mr. and Mrs.)، هُو فيلم دراما نيجيري صدر سنة 2012 وأخرجه إيكيتشوكو أونييكا. الفيلم من بطولة كُل من نسي إيكبي إيتيم وجوزيف بنجامين.